# 1945 Wesselink
1945 Wesselink је астероид главног астероидног појаса са средњом удаљеношћу од Сунца која износи 2,554 астрономских јединица (АЈ).
Апсолутна магнитуда астероида је 12,2.